# Radu Ardevan
Radu Ardevan (* 17. Dezember 1951 in Cluj) ist ein rumänischer Althistoriker, Archäologe, Epigraphiker und Numismatiker.
Er erlangte den Schulabschluss 1970 in seiner Heimatstadt und studierte bis 1974 Geschichte an der dortigen Babeș-Bolyai-Universität. Anschließend war er als Archivar und Paläograph tätig, bis er 1979 eine Anstellung am Nationalmuseum der Geschichte Siebenbürgens erhielt. Dort war er zunächst als Archäologe für Ausgrabungsarbeiten und den Schutz von Kulturerbe zuständig, ab 1981 betreute er auch das dortige Münzkabinett. 1985 wechselte er in die Abteilung für Alte Geschichte des Museums. Ab 1990 hatte er Lehraufträge an seiner Alma Mater inne.
1992 wurde Ardevan wissenschaftlicher Mitarbeiter (Senior Research Fellow) an dem zur Rumänischen Akademie gehörenden Institut für Archäologie und Kunstgeschichte in Cluj-Napoca. 1994 erfolgte seine Promotion aufgrund einer Arbeit zum städtischen Leben in der römischen Provinz Dakien, die 1998 auch als Monographie erschien. 2002 wurde er schließlich an der Babeș-Bolyai-Universität zum außerordentlichen Professor ernannt, 2013 zum ordentlichen Professor. 2014 wurde Radu Ardevan habilitiert.
Seine Schwerpunkte liegen neben der Epigraphik und der Numismatik auf der antiken Sozialgeschichte. Er ist Mitglied verschiedener rumänischer und ungarischer wissenschaftlicher Gesellschaften und der Association Internationale d’Epigraphie Grecque et Latine. 2000 erhielt er für seine 1998 erschienene Dissertation den Vasile-Pârvan-Preis der Rumänischen Akademie, 2009 an seiner Universität die Auszeichnung „Teacher of the year“ und 2017 den dortigen Preis für didaktische Exzellenz.

## Schriften
- Viaţa municipală în Dacia romană (= Bibliotheca historica et archaeologica banatica. Band 10). Mirton, Timişoara 1998, ISBN 973-5784-36-X.
- mit Daniela Ciugudean und Viorica Suciu: Tezaurul monetar roman „Apulum VII” (= Bibliotheca Musei Apulensis. Band 20). Altip, Alba Iulia 2003, ISBN 973-8141-82-6.
- mit Livio Zerbini: La Dacia romana. Rubbettino, Soveria Mannelli 2007, ISBN 978-88-498-1827-7.
- mit Dumitru Protase und Nicolae Gudea: Din istoria militară a Daciei romane. Castrul roman de interior de la Gherla (= Bibliotheca Historica et archaeologica. Band 46). Mirton, Timişoara 2008.
- Odkrywanie rzymskiej Dacji. Przygoda intelektualna (= Xenia Posnaniensia. Series altera, Band 38). Wydawnictwo Contact, Poznań 2010, ISBN 978-83-60251-42-3.
- mit Livio Zerbini: Storia romana. Dal 753 a.C. al 565 d.C. B. Mondadori, Mailand 2011, ISBN 978-886-159517-0.
- mit Ioan Piso u. a.: Lexicon Epigraphicum Daciae. Editura Mega, Cluj-Napoca 2016, ISBN 978-606-543-746-3.